# Rhinophis sanguineus
Rhinophis sanguineus là một loài rắn trong họ Uropeltidae. Loài này được Beddome mô tả khoa học đầu tiên năm 1863.

## Hình ảnh

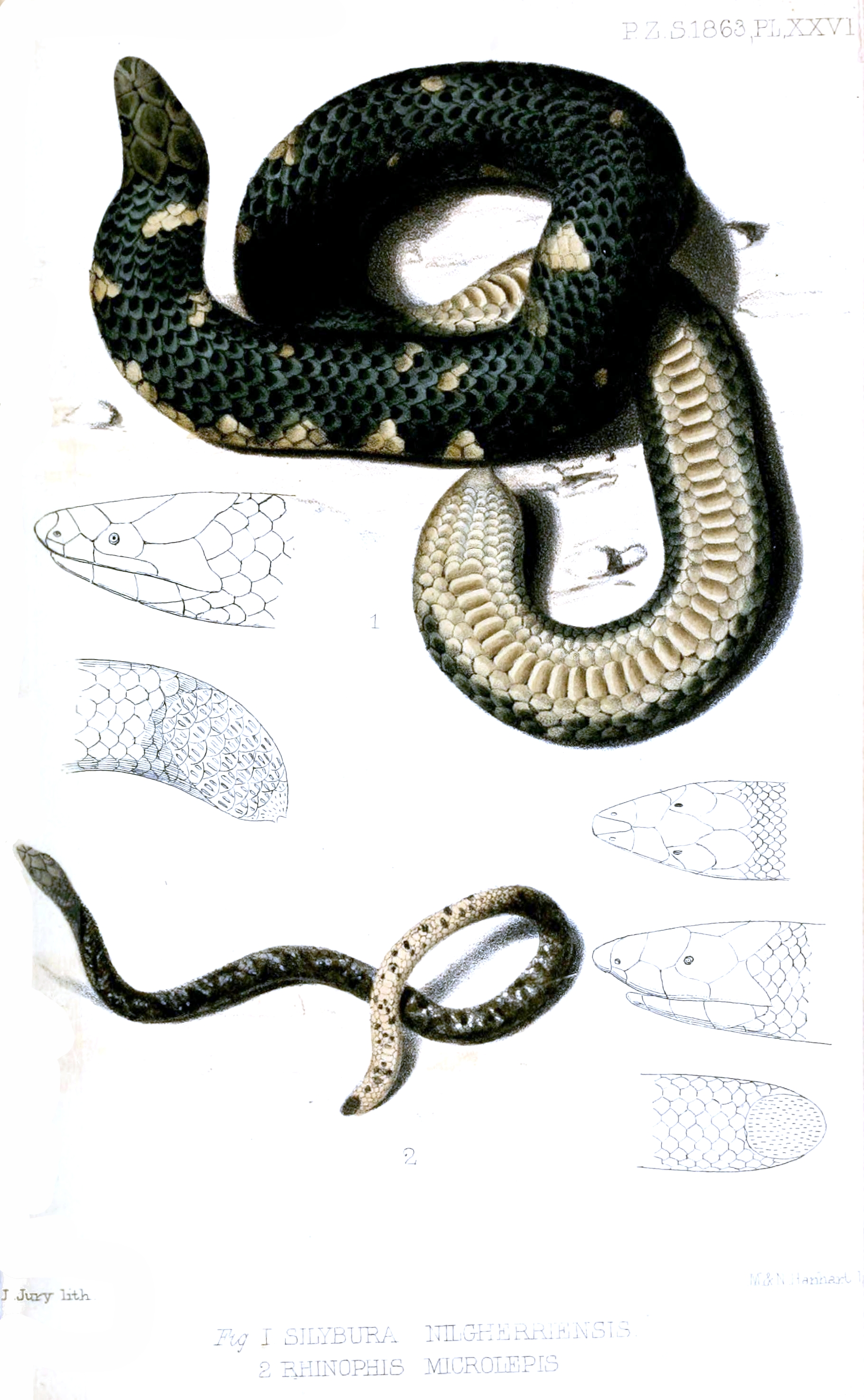